# Os Mensageiros da Morte
”Os Mensageiros da Morte” (em alemão: "Die Boten des Todes") é um conto de fadas alemão recolhido pelos Irmãos Grimm, sob o número 177.
A Morte vem buscar um gigante e é por ele espancada. Um jovem se depara com a Morte abatida e a socorre. Ficando grata, a Morte promete ao jovem que, embora ela não possa poupa-lo, quando chegar a sua hora, ela enviará mensageiros para o avisa-lo de antemão da proximidade de sua morte.
Muitos anos mais tarde, o homem, não mais jovem, é pego de surpresa quando a morte chega para ele. Então, ele acusa a Morte de não ter enviado os mensageiros prometidos para avisá-lo, antecipadamente. A Morte lhe explicou que havia, sim, enviado seus mensageiros: a doença, os sinais de envelhecimento e o sono. Compreendendo, o homem, então, permite que a Morte o leve, sem objeção.